# Drosophila obscuripes
Drosophila obscuripes är en tvåvingeart som först beskrevs av Grimshaw 1901.  Drosophila obscuripes ingår i släktet Drosophila och familjen daggflugor.
Artens utbredningsområde är Hawaii.